# Heinrich Gustav Hotho
Heinrich Gustav Hotho (22 mai 1802 à Berlin, † 24 décembre 1873 à Berlin) est un philosophe et historien de l'art allemand. Il est célèbre comme compilateur et éditeur des Leçons sur l'esthétique de Hegel (1835-1838).

## Biographie
Hotho a étudié le droit à l'université d'Iéna puis à l'université de Breslau en 1820-1822 avant d'étudier la philosophie à l'université de Berlin avec Hegel dont il devient un disciple.
Il entreprend en 1825 un voyage à Londres, à Paris, en Hollande et en Italie en compagnie d'Eduard Gans. Il rend visite à Paris au philosophe Victor Cousin et lui transmet certains cahiers de cours de Hegel. 
Hotho commence sa thèse de doctorat sur la philosophie de Descartes qu'il soutient à l'université de Berlin en 1826. Il devient chargé de cours de philosophie et d'esthétique dans cette université. Il soutient son habilitation en 1827 et devient professeur en 1829.
En 1832, il participe à l'édition posthume des œuvres complètes de Hegel en éditant ses Leçons sur l'esthétique entre 1835 et 1842. Cette édition connaît un grand succès mais on lui a reproché d'avoir dénaturé l’œuvre en éliminant des éléments "progressistes" au profit d'éléments "conservateurs".
En 1833, Gustav Friedrich Waagen nomme Hotho assistant au département des peintures du Musée de Berlin. Il devient directeur du cabinet des estampes (Kupferstichkabinett) du Musée de Berlin en 1860.
Les travaux d'histoire de l'art de Hotho portent principalement sur la peinture allemande et hollandaise du XVe siècle. Il enseigne également l'histoire de la littérature.
Dans son autobiographie (Vorstudien für Leben und Kunst), il entreprend également une longue étude du Don Giovanni de Mozart, qui influence Sören Kierkegaard pendant son séjour à Berlin.